# 1544 w literaturze
Wydarzenia literackie w 1544 roku.

## Nowe książki
- polskie
  - Stanisław Orzechowski – Ad Sigismundum Poloniae Regem Turcica secunda (tzw. Turcyka druga do Króla)